# Municipio de Harrison (condado de Boone, Iowa)
El municipio de Harrison (en inglés: Harrison Township) es un municipio ubicado en el condado de Boone en el estado estadounidense de Iowa. En el año 2010 tenía una población de 354 habitantes y una densidad poblacional de 3,8 personas por km².

## Geografía
El municipio de Harrison se encuentra ubicado en las coordenadas 42°9′47″N 93°46′00″O / 42.16306, -93.76667. Según la Oficina del Censo de los Estados Unidos, el municipio tiene una superficie total de 93.06 km², de la cual 93 km² corresponden a tierra firme y (0,07 %) 0,07 km² es agua.

## Demografía
Según el censo de 2010, había 354 personas residiendo en el municipio de Harrison. La densidad de población era de 3,8 hab./km². De los 354 habitantes, el municipio de Harrison estaba compuesto por el 99,44 % blancos, el 0,28 % eran afroamericanos, el 0,28 % eran amerindios. Del total de la población el 1,69 % eran hispanos o latinos de cualquier raza.